# Amar pelos dois
"Amar pelos Dois" er en sang fremført af den portugisiske sanger Salvador Sobral som vandt Eurovision Song Contest 2017. Sangen, som blev skrevet af sangerens storesøster Luísa Sobral, opnåede i finalen 758 point. 